# 国際ホテル・ブライダル専門学校
国際ホテル・ブライダル専門学校（こくさい-せんもんがっこう）は、新潟市中央区にあるホテル業関連と冠婚葬祭関連業界について取得できる専修学校。運営主体は学校法人国際総合学園。

## 概要

### 所在地
- 新潟市中央区

### アクセス
- BRT萬代橋ライン「古町」停留所より徒歩約3分

### 設置科
- ホテルツーリズム・大学科（産業能率大学通信教育課程と連携）
- ホテル・ウエディング科
  - ホテルコース
  - ウエディングコース
  - 短大併修制度（自由が丘産能短期大学通信教育課程と連携）
- 葬祭ディレクター科
- 葬祭セレモニー科